# Joseph Lister, 1. baron Lister
Joseph Lister, 1. baron Lister, også kendt som Sir Joseph Lister (født 5. april 1827, død 10. februar 1912) var en engelsk kirurg, der blev en pioner inden for den antiseptiske kirurgi.
Han modtog Order of Merit, var medlem af Royal Society og Storbritanniens statsråd. Han fremsatte tanken om sterile operationer, mens han arbejdede ved Glasgow Royal Infirmary. Lister indførte med succes anvendelsen af "karbolvand", en 2% opløsning af karbol i vand (karbol benævnes i dag fenol), ved sterilisering af operationsudstyr og til rensning af sår, som tidligere havde medført infektioner i forbindelse med operationer. Desuden konstruerede han et apparat, der kunne spraye karbolvand ud i luften i operationsstuen. Dette nedbragte forekomsten af bakterier stærkt, men kunne let give anledning til forgiftninger hos både patient og operationspersonale. Trods denne risiko gjorde antiseptikken kirurgien mere sikker for patienterne. Metoden blev fremlagt i 3 artikler i The Lancet i 1867 og 1868.
"Den Listerske metode" blev hurtigt indført i Danmark på Frederiks Hospital og på Kommunehospitalet.